# علم الوجوه والنظائر
علم الوجوه والنظائر فرع من فروع التفسير، ومعناه أن تذكر الكلمة الواحدة في عدة مواضع من القرآن على لفظ واحد، وحركة واحدة، وأريد بها في كل موضع معنى غير الآخر، والفرق بين الوجوه والنظائر، أن الوجوه تتعلق بالألفاظ المتحدة في النطق المختلفة في المعنى، أما النظائر فهي تتعلق بالألفاظ المتحدة في النطق والمعنى معاً، إن النظائر في اللفظ والوجوه في المعاني، ومن أهمية علم الوجوه والنظائر وأثره، أنه يدرس استعمال القرآن للألفاظ التي تعددت معانيها، وأنه أحد السبل المعينة على تدبر القرآن وفهمه فهماً صحيحاً، وأنه يشكل جانباً من جوانب علم التفسير الموضوعي، ويعد هذا العلم من أعظم أوجه إعجاز القرآن، ومعرفة المفسر بعلم الوجوه والنظائر، يعينه على أن يصل للمعنى الصحيح للفظ القرآني حسب ما يقتضيه السياق القرآني.

## التعريف
الوجوه: أصلٌ واحد يدلُّ على مقابلةٍ لشيء، والوَجْهُ: مُسْتَقْبَلُ كلِّ شيءٍ، ومنه قَوْلُه تعالى: {فَأَيْنَمَا تُوَلُّواْ فَثَمَّ وَجْهُ اللّهِ إِنَّ اللّهَ وَاسِعٌ عَلِيم}، جمعه: وُجُوهٌ؛ ومنه قَوْلُه تعالى: {فَامْسَحُواْ بِوُجُوهِكُمْ}، ويقصد بها المعاني المختلفة التي تكون للفظ الواحد في سياقات متعددة فيسمى اللفظ من أجل ذلك مشتركاً.
النظائر: جمع نَظِيرة وهي المِثْلُ، يقال: فلان نظير فلان، إذا كان مثله وشبيهه والجمع نظراء، أن يوجد اللفظ له معنى واحد، وهذا المعنى له أفراد كثيرون، مثل كلمة (إنسان)، فإنها تصدق على زيد، وعلي، وصالح، وناصر.
التعريف المركب:
علم الوجوه والنظائر: فرع من فروع التفسير، ومعناه أن تذكر الكلمة الواحدة في عدة مواضع من القرآن، على لفظ واحد، وحركة واحدة، وأريد بها في كل موضع معنى غير الآخر.

## الفرق بين الوجوه والنظائر
1. أن الوجوه تتعلق بالألفاظ المتحدة في النطق المختلفة في المعنى، أما النظائر فهي تتعلق بالألفاظ المتحدة في النطق والمعنى معاً ولكن هذا المعنى يصلح لأفراد كثيرة.
2. إن النظائر في اللفظ والوجوه في المعاني، ولكن ضعف هذا القول ورده الزركشي والسيوطي، قال الزركشي: لأنه لو أريد هذا لكان الجمع في الألفاظ المشتركة وهم يذكرون في تلك الكتب اللفظ الذي معناه واحد في مواضع كثيرة فيجعلون الوجوه نوعاً لأقسام والنظائر نوعاً آخر كالأمثال[2][5].

## أهمية علم الوجوه والنظائر وأثره في التفسير
1. يدرس استعمال القرآن للألفاظ التي تعددت معانيها، ودراسة هذه الألفاظ التي استعملها القرآن هي دراسة للقرآن، ويشرف الشيء بشرف ما يتعلق به.[1]
2. أحد السبل المعينة على تدبر القرآن وفهمه فهماً صحيحاً.
3. يوضح المعنى الصحيح للألفاظ المتعددة المعاني، فلا يبق مجالاً لأهل الأهواء يروجون فيه لبدعهم من خلال التأويلات الباطلة للقرآن.
4. عـلم هام ومعرفته ضرورية للفقهاء والعلماء والمفسرين، فهو ركيزة من ركائز علوم القرآن، لا غنى لهم عنه، وبمعرفته يستطيعون أن يفرقوا بين معاني الألفاظ المتواطئة والمشتركة.
5. يشكل جانباً من جوانب علم التفسير الموضوعي، بحيث يتتبع الباحث لفظة قرآنية، ثم يجمع الآيات التي ترد فيها تلك اللفظة أو مشتقاتها من مادتها اللغوية، وبعد سبر الآيات، يمكن الوقوف على دلالات الألفاظ في مختلف مواطن ذكرها.
6. يعد هذا العلم من أعظم أوجه إعجاز القرآن، حيث كانت الكلمة الواحدة تتصرف إلى عشرين وجهاً وأكثر وأقل، ولا يوجد ذلك في كلام البشر، وإذا نظر المفسر البارع في فروع البلاغة المتذوق لجمال الكلام، إلى الوجوه والنظائر وكيفية استخدام القرآن لها، وجد أن المعنى لكلمة في موضع ما لا يمكن أن يعوض عنه بأي كلمة أخرى.
7. مهم جداً في استنباط أحكام شرعية مختلفة، تتعلق بحمل الألفاظ على وجوه متعددة.
8. يعين المفسر على الجمع بين أقوال المفسرين المختلفة.
9. يعد علم الوجوه والنظائر من أهم مصادر التفسير، إذ أنه يصنف من قسم تفسير القرآن بالقرآن.
10. علم الوجوه والنظائر ومؤلفاته تعين المفسر على أن يجد جمعاً لآيات اتفقت على لفظ معين واختلفت معانيها في مكان واحد بسرعة ووضوح دون الحاجة لجمع شتاتها من كتب التفسير المتفرقة.
11. معرفة المفسر بعلم الوجوه والنظائر، يعينه على أن يصل للمعنى الصحيح للفظ القرآني حسب ما يقتضيه السياق القرآني[2][3].

## ‌‌وجه اختيار دراسة كتاب الوجوه والنظائر لابن الجوزي
1. مكانة ابن الجوزي وتضلعه في التفسير والوجوه والنظائر.
2. حسن ترتيبه لكتابه وكونه رتب موضوعات كتابه على حروف الهجاء.
3. اعتناؤه بدلالة اللفظ الذي يورده في الوجه من جهة اللغة.
4. أن كتابه يعتبر انتقاء لما كتبه من تقدم كما أشار هو إلى ذلك في نهاية كتابه إذ يقول: "فهذا آخر ما انتخبت من كتب الوجوه والنظائر التي رتبها المتقدمون، ورفضت منها ما لا يصلح ذكره".[10]
5. أن مؤلف ابن الجوزي في الوجوه والنظائر يعتبر نقلة بالنسبة لمن قبله، سيما أنه زاد على مقاتل ما يقرب من النصف.
6. إشارة ابن الجوزي إلى حاجة كتابه إلى تحقيق الوجوه فيه؛ إذ يقول "وقد تساهلت في ذكر كلمات نقلتها عن المفسرين، لو ناقش قائلها محقق لجمع بين كثير من الوجوه في وجه واحد"[1]، وهذا يعني أنه قد تكثر الوجوه في اللفظ الواحد، مع أنها حين التدقيق والدراسة ترجع إلى أقل من العدد المثبت، كما أشار ابن الجوزي إلى ذلك آنفاً.
7. أن ابن الجوزي أول من عرّف ذلك العلم، وأول من اعتنى بدلالة اللفظ الذي يورده في الوجه من جهة اللغة.[10]

## ‌‌اشعاع كتب الوجوه والنظائر على الميادين العلمية الأخرى
أن كتب الوجوه والنظائر القرآنية ظهرت في زمن متقدم، ويبدو أن هذه الكتب قد لاقت في منهجها والفكرة التي سارت عليها، استحسانا لدى العلماء، فقد تجاوز هذا الفن ميدان القرآن إلى غيره، ولعل أول ميدان تابع العلوم القرآنية في ذلك هو ميدان اللغة، فقد ألف أبو عبيد القاسم بن سلام كتابا سماه "كتاب الأجناس من كلام العرب وما اشتبه في اللفظ واختلف في المعنى" وقد استخرج هذا الكتاب من مؤلفه في غريب الحديث وطريقته فيه أن يأتي بالكلمة ويستعرض معانيها على التوالي، كأن يقول:
1. الهادي من كل شيء: أوله.
2. الهادي: الدليل.
3. الهادي: العصا.

وهكذا يفعل بكل الكلمات التي أتي بها في كتابه ومجموعها تسع وأربعون ومائة كلمة.

## أمثلة للوجوه والنظائر الواردة في القرآن

### أولاً: الوجوه الواردة في القرآن
ذكر الإمام السيوطي ومن ذلك السوء يأتي على أوجه:
1. الشدة: مثل قولة تعالى: {يَسُومُونَكُمْ سُوَءَ الْعَذَابِ}[17].
2. العقر: مثل قولة تعالى: {وَلاَ تَمَسُّوهَا بِسُوءٍ}[18].
3. الزنى: مثل قولة تعالى: {مَا جَزَاء مَنْ أَرَادَ بِأَهْلِكَ سُوَءًا}[19]، وقولة تعالى: {مَا كَانَ أَبُوكِ امْرَأَ سَوْءٍ}[20].
4. البرص: مثل قولة تعالى: { بَيْضَاء مِنْ غَيْرِ سُوءٍ}[21].
5. العذاب: مثل قولة تعالى: {إِنَّ الْخِزْيَ الْيَوْمَ وَالْسُّوءَ عَلَى الْكَافِرِين}[2][22].

### ثانياً: النظائر الواردة الواردة في القرآن
- دراسة وجوه كلمة أخلد: أخْلَدَ: على وزن أفعلَ، وهو بمعنى الاعتماد على الشيء والميل إليه، قال أبو الحسين ابن فارس اللغوي: يقال أخْلَدَ: إذا أقام. ومثله: خَلَدَ، ومنه: جنة الخلد، وأخلد إلى الأرض لصق بها، والَخَلَدَ: البال، والخِلَدَةُ: القرط، وجاء في التفسير قوله تعالى: {وَيَطُوفُ عَلَيْهِمْ وِلْدَانٌ مُّخَلَّدُونَ}[23]، أي مُقرَّطون، ويقال: إنه من الخلد.[8][24][25]

وذكر أهل التفسير أن أخلد في القران على وجهين:
1. بمعنى الميل: قال تعالى: {وَلَـكِنَّهُ أَخْلَدَ إِلَى الأَرْضِ وَاتَّبَعَ هَوَاهُ }[26][27]، قال به من السلف: مجاهد، وسعيد بن جبير، والسُّدي[28][29][30][31]، ومن المفسرين: الفرَّاء، وابن جرير، والزَّجَّاج، والنَّحاس، والبغوي، والزَّمخشري، وابن عطية، والقرطبي، وأبو حيان، وابن كثير[28][32][33][34]، ومن المفسرين: الفرَّاء، وابن جرير، والزَّجَّاج، والبغوي، والزَّمخشري، وأبو حيان، والقرطبي، وابن كثير[28][32][33][34][35][36]، ويتبين مما تقدم صحة هذا الوجه في معنى الآية، ومأخذه المعنى المشهور للفظ في اللغة قال ابن فارس: من الخُلْد، وهو البقاء، أي لا يموت.[8]
2. بمعنى التخليد: ومنه قوله تعالى في الهمزة: {يَحْسَبُ أَنَّ مَالَهُ أَخْلَدَه}[37]، أي خلَّده من الخلود[10]، ويتحصل من تلك الدراسة صحة الوجهين.

- دراسة وجوه كلمة الأسف: الحزن الشديد على الشيء والتلهف عليه، قال ابن فارس: يقال: أسفتُ آسَفُ أسَفاً، إذا لهفت والأسِف الغضبان[24]، وذكر بعض المفسرين أن الأسف في القرآن على وجهين:

1. الحزن: ومثل له ابن الجوزي بآيتين: قوله تعالى: {وَلَمَّا رَجَعَ مُوسَى إِلَى قَوْمِهِ غَضْبَانَ أَسِفًا}[38]، قال به من السلف[28][29][31]، ومن المفسرين: النَّحاس، والبغوي، والزَّمخشري، وابن عطية، والقرطبي، وأبو حيان، والنسفي[33][35]، وقوله تعالى: {يَا أَسَفَى عَلَى يُوسُفَ }[39]، قال به من السلف: ابن عباس، ومجاهد، وقتادة، والضحاك[28]، ومن المفسرين ابن جرير، والزَّجَّاج، والنَّحاس، والبغوي، والزَّمخشري، وابن عطية، والقرطبي، وأبو حيان، وابن كثير[28][29][40]، ويتبين مما تقدم صحة هذا الوجه في معنى الآيتين، ومأخذه تفسير الشيء بلازمه لأن من لوازم الأسف الحزن.
2. ‌‌الغضب: ومثل له ابن الجوزي بقوله تعالى: {فَلَمَّا آسَفُونَا انتَقَمْنَا مِنْهُمْ}[41]، أي: أغضبونا[10]، قال به من السلف: ابن عباس، ومجاهد، وقتادة، والسُّدي، وابن زيد وعكرمة، وسعيد بن جبير، ومن المفسرين: الفرَّاء، ابن جرير، والزَّجَّاج، والنَّحاس، والبغوي، والزَّمخشري، وابن عطية والقرطبي، وأبو حيان، وابن كثير.[27][28]

ويتبين مما تقدم صحة هذا الوجه في معنى الآية، ومأخذه المعنى المشهور للفظ في اللغة؛ قال ابن فارس: «والأَسِفُ الغضْبان»، ويلاحظ هنا أن الأسف يطلق على الحزن والغضب معاً ويطلق أيضاً على كل واحد منهما على حدة، ومخرجهما واحد واللفظ مختلف فمن نازع من لا يقوى عليه أظهره حزناً وجزعاً كما في الوجه الأول، ومن نازع من يقوى عليه أظهره غضباً كما في الوجه الثاني، وهذا واضح جلي من قول ابن عباس - رضي الله عنه - عند الراغب الأصفهاني.
‌‌نتيجة الدراسة: يتبين مما تقدم صحة الوجهين مع أن منشأهما واحد وبيان ذلك ما يلي:
- دراسة وجوه كلمة الدابة: اسم الفاعل من قولك: دب، يدب، دبيباً، وهو كل ماش على الأرض: دابة، وفي الحديث لا يدخل الجنة ديبوب، (وهو النمام)، والدبيب: أضعف المشي.[8][24][25]

‌‌‌‌وذكر بعض المفسرين أن الدابة في القرآن على ثلاثة أوجه:
1. جميع ما دب على وجه الأرض: ومنه قوله تعالى في هود: {وَمَا مِن دَآبَّةٍ فِي الأَرْضِ إِلاَّ عَلَى اللّهِ رِزْقُهَا}[43]، قال به من السلف، ابن عباس، ومجاهد، والضحاك، قال به من المفسرين: ابن جرير، والنحاس، والبغوي، وابن عطية، والقرطبي، وأبو حيان، وابن كثير، وفي عسق: {وَمَا بَثَّ فِيهِمَا مِن دَابَّةٍ}[44]، قال به من السلف: مجاهد، ومن المفسرين: ابن جرير، وابن عطية، وأبو حيان، والقرطبي، وابن كثير.[28]
  1. ويتبين مما تقدم صحة هذا الوجه في معنى الآية، ومأخذه الأصل اللغوي للفظ؛ قال ابن فارس: «دب: الدال والباء أصل واحد صحيح، وهو حركة على الأرض أخف من المشي. تقول: دب دبيبا، وكل ما مشى على الأرض فهو دابة».[42]
2. الأرضة: ومنه قوله تعالى في سبأ: {مَا دَلَّهُمْ عَلَى مَوْتِهِ إِلاَّ دَابَّةُ الأَرْضِ}[45]، وبه قال من السلف: ابن مسعود، وابن عباس، ومجاهد[28]، ومن المفسرين: ابن جرير، والنحاس، والبغوي، والزمخشري، وابن عطية، والقرطبي، وأبو حيان، وابن كثير[29][34]، ويتبين مما تقدم صحة الوجه في معنى الآية، ومأخذه التفسير بالمثال، فيكون مثالا لعموم كل ما دب على الأرض فيقترب بهذا من الوجه الأول، غير أن السياق هنا يحدد دابة مقصودة بعينها (دابة الأرض) وهي الأرضة كما قال بها السلف.
3. الدابة الخارجة في آخر الزمان: ومنه قوله تعالى في النمل: {وَإِذَا وَقَعَ الْقَوْلُ عَلَيْهِمْ أَخْرَجْنَا لَهُمْ دَابَّةً مِّنَ الأَرْضِ تُكَلِّمُهُمْ}[10][46]، ويشهد له ما أخرجه مسلم عن أبي هريرة رضي الله عنه قال: قال رسول الله صلى الله عليه وسلم: «بادِرُوا بالأعْمالِ سِتًّا: طُلُوعَ الشَّمْسِ مِن مَغْرِبِها، أوِ الدُّخانَ، أوِ الدَّجَّالَ، أوِ الدَّابَّةَ، أوْ خاصَّةَ أحَدِكُمْ، أوْ أمْرَ العامَّةِ»[1][47]، ‌‌ومعنى كلام السلف يدل عليه كقول ابن عمر عن زمن خروجها: «هو حين لا يؤمر بالمعروف ولا ينهى عن المنكر»، ونحوه عن عطية العوفي[28][29][34]، وقال به من المفسرين: ابن جرير، والنحاس، والبغوي، والزمخشري، وابن عطية، والقرطبي، وأبو حيان، وابن كثير، ويتبين مما تقدم صحة الوجه في معنى الآية، ومأخذه التفسير بالمثال، فيكون مثالا لعموم كل ما دب على الأرض فيقترب بهذا من‌‌ الوجه الأول، غير أن السياق هنا يحدد دابة مقصودة بأوصاف خاصة ككونها تخرج قبيل القيامة، وكونها تكلم الناس.

‌‌نتيجة الدراسة: تحصل من تلك الدراسة صحة الوجوه الثلاثة، وجميع هذه الوجوه تنطوي تحت الأصل اللغوي لمادة (دبب)؛ غير أن السياق في كل وجه قد أعطاه خصوصية له دون غيره.
- دراسة وجوه كلمة قرية: حيث تكررت في القرآن في أكثر من خمسين موضعاً، وفي كل هذه المواضع معنى القرية واحد فقط، لكن المراد منها يختلف، فمثلاً:

1. في قوله تعالى: {وَإِذْ قُلْنَا ادْخُلُواْ هَـذِهِ الْقَرْيَةَ فَكُلُواْ مِنْهَا حَيْثُ شِئْتُمْ رَغَداً}[48]، المقصود بالقرية هنا: أريحا، أو القدس.
2. في قوله تعالى: {الَّذِينَ يَقُولُونَ رَبَّنَا أَخْرِجْنَا مِنْ هَـذِهِ الْقَرْيَةِ الظَّالِمِ أَهْلُهَا}[49]، المقصود بالقرية هنا: مكة.
3. في قوله تعالى: {وَاسْأَلِ الْقَرْيَةَ الَّتِي كُنَّا فِيهَا}[50]، المقصود بالقرية هنا: مصر.

‌‌نتيجة الدراسة:  معنى القرية في كل هذه المواضع واحد، لكن المراد منها يختلف في كل موضع عن الآخر.

## روابط خارجية
- الوجوه والنظائر في القرآن الكريم
- زوائد ابن الجوزي على مقاتل في الوجوه والنظائر
- نزهة الأعين النواظر في علم الوجوه والنظائر